# Brasilianske hovedveje
Brasilianske hovedveje opdeles i to typer: Føderale og regionale.
Føderale hovedveje kan være både motorveje og landeveje. Med eller uden adgang for ikke-motoriserede køretøjer eller 
fodgængere.
Hovedvejene er benævnt efter et system, hvor føderale hovedveje starter med BR og regionale hovedveje starter med XX, hvor XX er 
delstatens officielle forkortelse. Derefter kommer der et 3-cifret nummer. For de føderale hovedvejes 
vedkommende, betegner det første ciffer i vejnummeret typen på vejen.
Typerne er:
- 0 – Radiale hovedveje, hvilket er hovedveje, der udgår radialt fra hovedstaden Brasilia.
- 1 – Langsgående hovedveje, hvilket er hovedveje, der løber vertikalt i landet, altså i nord-sydlig retning.
- 2 – Tværgående hovedveje, hvilket er hovedveje, der løber horisontalt i landet, altså i øst-vestlig retning.
- 3 – Diagonale hovedveje, hvilket er hovedveje, der løber diagonalt i landet, altså f.eks. nordvest-sydøstlig retning.
- 4 – Forbindelses hovedveje er mindre vigtige hovedveje, ofte en, der forbinder en by, med en af de andre hovedveje.

## Ekstern henvisning
- Brasiliens transportministerium Arkiveret 4. juni 2007 hos  Wayback Machine